# Iborfia
Iborfia község, törpefalu Zala vármegye középső részén, a Zalaegerszegi járásban, a Zalai-dombság szívében, a Göcsej lankái közt. Iborfia a göcseji kultúrtáj aprófalvas, szeres településeinek egyik kevésbé jellegzetes, kevés lakosú példája. Területe igazi zalai dombvidék, amelynek felszíni vizeit több vízfolyás szállítja el. A település az érett középkor óta létezik, virágkorát a múlt század első felében élte, ám a huszadik század második felétől kezdve lélekszáma jelentősen megfogyatkozott az elvándorlás és az elöregedés együttes hatásainak következtében. Emiatt lett a falu Magyarország legkisebb lakónépességű, önálló önkormányzattal rendelkező települése, 2014-ben mindössze nyolc fő lakossal. A falu közbiztonságáról Gellénháza körzeti megbízottja gondoskodik. A településre nem vezet országos közútnak minősülő út, nem működik benne semmilyen állandó kereskedelmi egység, posta vagy polgárőrség, ugyanakkor a különböző vállalatok által működtetett mobilboltok járművei rendszeresen érintik a községet.

## Fekvése
A törpefalu Zala vármegye székhelyétől, Zalaegerszegtől 18 kilométernyire délnyugatra, Lickóvadamos és Petrikeresztúr között fekszik, mintegy 200 méteres tengerszint feletti magasságban, a Zalai-dombság középső részén, a Göcsej dombjai közt. A legközelebbi lakott település Petrikeresztúr, amely mintegy két kilométernyire található a falutól nyugat-északnyugat irányban. Iborfiát északkelet felől Lickóvadamos, északról Ormándlak, északnyugatról Gombosszeg, nyugatról Petrikeresztúr, délről Zalatárnok határolja.

### Vízrajz
Felszíni vizeit a falu északnyugati szélén a Nagylengyeli-patak, északi irányban tőle pedig a Gellénházi-patak szállítja el. A Nagylengyeli-patak vonala alkotja egyben a település északnyugati határvonalát, míg a Gellénházi-patak a falu északi, északkeleti részének természetes határszakaszát képezi. A Gellénházi-patak a falutól északra, Iborfia külterületének legészakibb pontjának közelében torkollik bele a Nagylengyeli-patakba. A település a Gellénházi-patak és a Nagylengyeli-patak vízgyűjtő területén helyezkedik el. A Nagylengyeli-patak a Cserta folyó bal oldali mellékvize. A település felszíne több, egymással alá-fölérendeltségi viszonnyal rendelkező vízgyűjtő terület részét képezi a kisebb dombvidéki patakoktól haladva a több országot érintő folyamig bezárólag. A terület Cserta folyón túl, a Kerka, a Mura, a Dráva és végül a Duna vízgyűjtő területéhez tartozik. Ezek mindegyike pedig a Fekete-tenger vízgyűjtőjének részét képezi.

### Közlekedés-földrajzi helyzet
A település közlekedés-földrajzi helyzete nem kielégítő. A községet alsóbbrendű, számozatlan utak kötik össze a szomszédos Petrikeresztúrral és Lickóvadamossal. A faluból nyugat felé a 7401-es, keleti irányban a 7402-es számú alsóbbrendű közúton érhető el az északkelet felé 17 kilométer távolságban elhelyezkedő megyeszékhely, déli irányban pedig a legközelebbi főútvonal a 75-ös főút Zalatárnoknál, valamint a 75-ös főúton haladva keleti irányban Bak településnél a 74-es főút. A falu félreeső földrajzi fekvése miatt csak déli irányból van közúti összeköttetésben a szomszédos Lickóvadamossal, valamint a tőle mintegy két kilométernyire, nyugati irányban fekvő Petrikeresztúrral szintén alsóbbrendű út köti össze. Személygépkocsival közlekedve 60 km/h átlagsebességet figyelembe véve 17 perc alatt elérhető a vármegye legnagyobb települése, Zalaegerszeg. A települést nem érinti sem helyi érdekű, sem országos vasútvonal. A legközelebbi vasútállomás a megyeszékhelyen, Zalaegerszegen található. A községben nem található helyközi járatok számára épített buszmegálló. A legközelebbi helyközi buszmegálló Petrikeresztúron, valamint Lickóvadamos Vadamos elnevezésű településrészén található.

### Településföldrajz
Iborfia területe 259 hektár. A falu területe a külterületekkel együtt a legszélesebb pontján kelet–nyugati irányban mintegy 1,2 km széles, míg észak–déli irányban valamivel több, mint 2 kilométer hosszan nyúlik el. A település főutcája mintegy 600 méter hosszú. A település orsós alaprajzú falu, amely jellemzője, hogy egyutcás, de a település közepén térré szélesedik.

## Geológia
A terület felszínét észak-déli irányú völgyek és velük párhuzamos dombok vonulata alkotja. A térség legrégebbi kőzetei a perm időszak végén keletkeztek, amikor a vidék megsüllyedt. Ezzel egy üledékgyűjtő jött létre, amely a triász idején is fennállt, és amelyben a környék szénhidrogénkészleteinek forrása kialakult. A jura és az alsó kréta során további tengeri üledékek rakódtak a korábbi rétegekre. A vidék kőzeteinek jelentős része harmadidőszaki képződmény: a területet, újbóli süllyedése miatt elöntötte a tenger az eocén korban, majd az oligocén idején szárazfölddé vált. A miocén idején megsüllyedt vidékre vastag sekélytengeri üledéktakaró rakódott, majd a felszín kissé megemelkedett, s kialakultak a dél-zalai olajmező olajcsapdái is. Később a tenger egyre sekélyebbé vált, a víz visszahúzódott és lassanként szárazulat alakult ki. Ezt követően az Ős-Mura és az Ős-Rába hordalékkúpokkal töltötte fel a zalai felszínt. Ezután lassan emelkedni kezdett a terület, amely darabokra tört és fokozatosan elérte a mai kinézetét a felszíni formavilág. Az eljegesedések során alakult ki a Göcsejre jellemző homok-, vályog- és lösztalaj, amely máig jellemző a vidékre.

## Éghajlat
A terület éves csapadékmennyisége meghaladja a 720 millimétert. A legcsapadékosabb hónap a június és a július. A nyár eleji csapadékmaximumot követően ősszel ismét csapadékosabb az időjárás, míg télen hullik a legkevesebb csapadék. A tenyészidőszak alatt átlagosan 450 mm csapadékra lehet számítani. A csapadékos napok száma mintegy 95 körül alakul. Havazásra elsősorban a december-február közti időszakban lehet számítani, januárban van a legnagyobb esélye a havazásnak. Átlagosan 81 a hótakarós napok száma évente. Az éves napfénytartam 1850-1900 óra, amelyből a tenyészidőszakra 1300-1350 óra napsütés jut. A nyári napok száma 64-65, a hőségnapoké kevesebb, mint 14. A január a leghidegebb hónap, ekkor van a legtöbb fagyos nap is. Az első fagyos nap október 15. környékén, míg az utolsó április 25-26. környékén fordulhat elő. A tenyészidőszak 174-175 napos. Az uralkodó szélirány északi, de a déli, délnyugati szél is gyakran előfordul. A völgyek mélyebb elhelyezkedése kedvez a ködképződésnek.

## Története

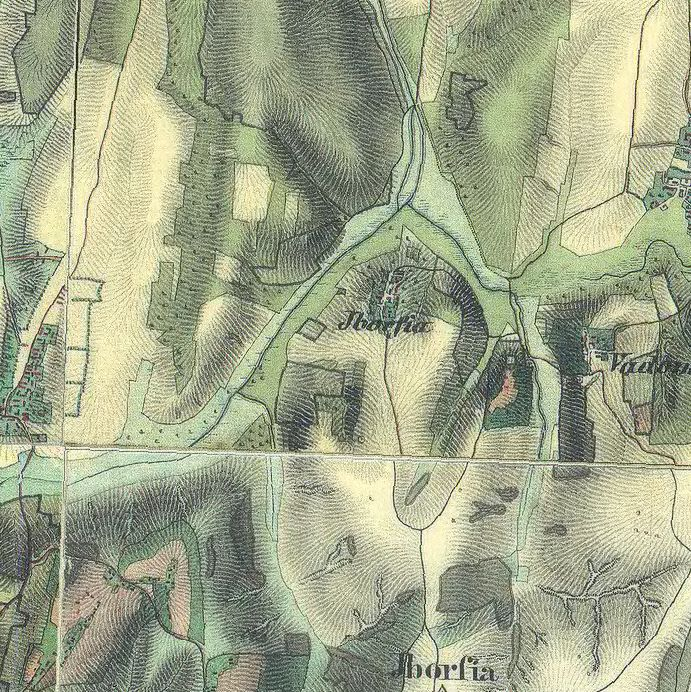
Iborfia térképe az 1806–1869 közt készített második katonai felmérés idejéből

A község első írásos említése a 13. századból, IV. Béla király uralkodásának idejéből, 1237-ből származik Yborfa formában, 1773-ban már mai írásmóddal, Iborfiaként találkozhatunk vele, 1851-ben Iborfa néven említik.
Első okleveles említése 1237-ből:
„...poslea trausit aquam Tarum et vodit pirum, a piro protenditor supra Tarna od alwarem quam vulgus vocat apathalmafa et ibi sunt unite, deinide vodit a Yborfia et ibi est meta, et cadit iterem in 4 aquam Turma el...”
Nevének eredete homályos, de vélhetően a régi magyar Ibor férfinévből származik. Egy másik feltevés szerint a terület középkori birtokosa, Isebori János volt, aki 1338. április 14-én több besenyő nemestől átvette Nagy-Liszkó (a mai Lickóvadamos) területét. Feltételezhető, hogy a birtokos családnevéből rövidült le Iborfia alakra a falu neve. A települést az 1466-ban és 1513-ban Iborlyzko néven említik az iratok. Ekkor Liszkóval (a mai Lickóvadamos) alkotott közös települést.
A török hódoltság korában a falu lentebb helyezkedett el, az Ormánd nevű területen, majd később átköltöztek a falu lakói a jelenleg is lakott részre.
1790-ben a kataszteri összeírás során három nemest írtak itt össze, akiknek családnevei a következők voltak: Ábrahám, Patay. Kettő nemesnek azonos családneve volt.
1828-ban 57 lakosa volt, akik közül 36 fő római katolikus vallású, 21 fő evangélikus volt.
Az 1829-es összeírás alapján 5 nemes lakott a településen, akiknek családnevei a következők voltak: Ábrahám, Fitos, Patay, Salamon, Smodits. Leginkább nemesek lakták, nemesi kiváltságait 1848-ig megtartotta. 1845-ben 17 kétségtelen nemes került összeírásra a faluban, melyek között 13 fő Ábrahám családnevű, három Salamon családnevű és egy Bertalan családnevű volt. A falunak 1880-ban 55 lakosa volt, akiknek mindegyike magyar nemzetiségűnek vallotta magát. A falu népessége szépen gyarapodott a 19. század végén és a századforduló idején. 1890-ben már 105 fő, 1900-ban 130 fő élt a településen. 1910-ben 127 fő, 1920-ban 145 fő volt a falu lélekszáma. A község történelme során mindig is kis területű és lélekszámú falu volt, melynek lakói elsősorban mezőgazdasággal foglalkoztak. Az állattenyésztést főleg szarvasmarha- és sertéstenyésztés alkotta az 1900-as években. A település 1922-ig a nagylengyeli anyakönyvi terület része volt. A falu 1925-ben a petrikeresztúri körjegyzőséghez tartozott, Zala vármegye Novai járásában. A faluban megtermelt mezőgazdasági terményeket már a huszadik század elején és a század harmincas éveiben is Zalaegerszegre szállították eladásra. A faluban régi hagyomány volt a kosárfonás, de ezt elsősorban háztáji szükségletek kielégítésére használták. A század húszas éveiben kopott ki a hagyományos öltözék, a széles szoknya, széles gatya, ráncos csizma viselete az itt lakók által viselt ruhadarabok közül. A 19-20. század fordulóján 130 lakosa volt, ez 1941-re 43 fővel emelkedett és elérte a település történelme során feljegyzett legnagyobb, 173 fős létszámot.
| Év   | Szarvasmarha | Változás  | Tehén | Változás  | Ló | Változás  | Sertés | Változás  | Juh | Változás  | Baromfi | Változás  | Méhcsaládok | Változás  |
| ---- | ------------ | --------- | ----- | --------- | -- | --------- | ------ | --------- | --- | --------- | ------- | --------- | ----------- | --------- |
| 1895 | 42           | -         | 15    | -         | 10 | -         | 55     | -         | 40  | -         | 143     | -         | 0           | -         |
| 1911 | 86           | Növekedés | 32    | Növekedés | 16 | Növekedés | 82     | Növekedés | 98  | Növekedés | 0       | Csökkenés | 0           | Állandó   |
| 1935 | 79           | Csökkenés | 44    | Növekedés | 20 | Növekedés | 84     | Növekedés | 0   | Csökkenés | 265     | Növekedés | 9           | Növekedés |
| 1942 | 123          | Növekedés | 45    | Növekedés | 23 | Növekedés | 97     | Növekedés | 0   | Állandó   | 0       | Csökkenés | 0           | Csökkenés |
| 1962 | 115          | Csökkenés | 57    | Növekedés | 28 | Növekedés | 105    | Növekedés | 0   | Állandó   | 0       | Állandó   | 0           | Állandó   |
| 1966 | 122          | Növekedés | 48    | Csökkenés | 30 | Növekedés | 66     | Csökkenés | 0   | Állandó   | 794     | Növekedés | 26          | Növekedés |

A falu népszokásai az 1940-es évek közepe tájékáig tartották magukat, majd az ötvenes évekre teljesen elhaltak.
A faluban 1946-ban nyitotta meg kapuit az általános iskola. Az iskola egyetlen tantermében összesen egy tanító tanított. 1948-ban a hét osztályos általános iskola első négy évfolyamára összesen 17 diák, ötödik és hatodik osztályba 8 hallgató, hetedik évfolyamra 4 tanuló járt, összesen 29 fő. A hatvanas években a falu felső tagozatos tanulói Lickóvadamosra jártak iskolába.
A településen 1960-ban alakult meg a Haladás Mezőgazdasági Szakszövetkezet. A falu a hatvanas években a petrikeresztúri adóügyi megbízott illetékességi területéhez és a zalatárnoki állatorvos körzetéhez tartozott. Iborfia már 1969 óta közös tanácsot alkotott Gellénházával. Mivel nem volt helyben orvosi rendelő, ezért a gellénházai orvosi körzet része volt a falu. A településen a hatvanas években nem működött gyermekgondozási intézmény. A falut 1963-ban villamosították. 1966-ban daráló helyiség épült. A faluban könyvtár működött már a hatvanas években.
1970-ben a népszámlálás adatai szerint Iborfián 114 fő élt és 25 lakóépület állt. A lakások száma a rendszerváltás idejére huszonkettőre csökkent. A falu népességének több, mint fele (75 fő) aktív kereső volt. Ebből 47-en a mezőgazdaságban, 23-an az iparban, 5 fő egyéb iparágban volt foglalkoztatva. A falutól a legközelebbi vasútállomás 18 kilométernyire helyezkedett el a hetvenes években végzett felmérés adatai szerint. Autóbusz nem járt a faluba, azt a falu központjától két kilométerre elhelyezkedő Petrikeresztúr autóbusz megállóhelye volt hivatott ellátni. A községben megtermelt terményeket a falubeliek továbbra is Zalaegerszegre szállították eladásra. A falu házaihoz kiskert és konyhakert is tartozott. A konyhakertek átlagos mérete 30 és 80 négyzetöl között változott. A falu szőlőtermelése a közeli Petrikeresztúrhoz tartozó szőlőhegyeken folyt és napjainkban is a Pató, a Keresztúri- és a Csőszi-hegyen vannak az iborfiai lakosok szőlőbirtokai. A borospincék mindössze 4 százaléka épült 1945 után. A község lakóinak mintegy húsz százaléka járt úgynevezett summás munkákra Tolna, Baranya és Somogy megyékbe. A faluból az iparban dolgozók közül 15 fő a Nagylengyeli Kőolajüzembe járt dolgozni. A faluból csak férfiak jártak el dolgozni máshová. Már a hetvenes évek előtt megindult a faluból az elvándorlás. Előbb lassan, majd a hetvenes évektől kezdve egyre drasztikusabban csökkent a falu lakossága. A megfelelő megélhetést biztosító munkalehetőségek és a helyi oktatási intézmények hiánya, valamint a település félreeső fekvése miatti nehéz megközelíthetőség a népesség megfogyatkozásához vezetett. Tizenöten végleg elköltöztek a településről. A faluból elköltözők főleg az iparosodás és a jobb megélhetés miatt elsősorban Zalaegerszegen és a Nagylengyeli Kőolajfinomítónál helyezkedtek el, akiknek biztos megélhetést adott új lakhelyük. A falu lakói közül többeknek adott kereseti lehetőséget az állami erdészetben való munka.
A település elszigeteltségén javított, hogy 1975 óta portalanított műúton lehet elérni.
A faluban összesen huszonöt ház épült a huszadik században. 1995-ben készült el a község többcélú faluháza, amelyben az önkormányzati hivatal működik, valamint itt rendel a háziorvos és az intézmény különböző lakossági összejövetelek megtartására is szolgál. A településen van kiépített villamosenergia-, víz-, vezetékes telefon- és gázhálózat. A falu mai háztartásainak közel fele gázzal fűt. A község szennyvízkezelését szennyvíz szippantására és elszállítására alkalmas járművekkel végzik. A településen a helyi önkormányzatnak is helyt adó faluház épületében található a községi könyvtár is.
A rendszerváltást követően az 1994-ben létrehozott kistérségi rendszerben Iborfia a Zalaegerszegi kistérséghez tartozott. 2014-től a közigazgatási felosztás átalakítását követően a falu a Zalaegerszegi járás része lett.
2009-ben a hivatalos adatok szerint összesen 20 ház állt a településen, amely 2015-re 17 lakásra csökkent.
Iborfia az analóg televíziós műsorsugárzásról történő digitális átállás során a VI. szerelési körzetbe tartozott.
A településen elérhető a Telekom és a Telenor széles sávú mobilinternet hálózata, valamint a Vodafone 3G hálózata.
A faluban évente megtartják a pünkösdi búcsút, amikor az Iborfiáról elszármazottak is hazalátogatnak szülőfalujukba.
Iborfia régészeti feltárását, bejárását a zalaegerszegi Göcseji Múzeum szakemberei végezték el.

## Politikai közélete

### Polgármesterek, alpolgármesterek
- 1990–1994: Németh Géza (polgármester, független),[28] Zsömle István (alpolgármester)
- 1994–1998: Németh Géza (polgármester, független),[29] Zsömle István (alpolgármester)
- 1999–2002: Kustán Jánosné (polgármester, független),[30] Zsömle István (alpolgármester)
- 2002–2006: Kustán Jánosné (polgármester, független)[31]
- 2006–2009: Kustán Jánosné (polgármester, független)[32]
- 2009–2010: Lakatos József (polgármester, független),[33] Molnár Gergely (alpolgármester)[34][35]
- 2010–2014: Lakatos József (polgármester, független)[36]
- 2014–2019: Lakatos József (polgármester, független)[37]
- 2019–2024: Lakatos József (polgármester, független)[38]
- 2024– : Lakatos József (polgármester, független)[1]

### Főbb választástörténeti adatai

#### 1998
A településen az 1998. október 18-án megtartott önkormányzati választás után, a polgármester-választás tekintetében nem lehetett eredményt hirdetni, az első helyen kialakult szavazategyenlőség miatt. Aznap a mindössze 20 szavazásra jogosult lakos közül 18 fő járult az urnákhoz, érvénytelen szavazatot senki sem adott le, ám az érvényes szavazatok 7-7-4 arányban oszlottak meg a három független jelölt, Kustán Lajosné, Soós Lajosné és Zsömle István között.

#### 2006
A 2006-os önkormányzati választáson az iborfiai választók részvételi aránya 100 százalék volt. Ezzel Magyarország legkisebb települése rekordot ért el a választási részvétel alapján.

#### 2009
Iborfián 2009-ben az európai parlamenti választásokon a 10 választásra jogosult állampolgárból mind a tíz az urnák elé járult, közülük heten a Fideszre voksoltak, egy-egy szavazat pedig a Jobbikra, az MDF-re és az MSZP-re érkezett.
A településen 2009-ben azért kellett időközi polgármester-választást tartani, mert a hivatalban lévő polgármester asszony az év januárjában elhunyt.

#### 2014
A 2014-es országgyűlési választáson a szavazásra jogosult 11 választópolgár közül 9 fő adta le szavazatát, ami 81,8 százalékos részvételt jelentett.
A 2014-es európai parlamenti választáson a névjegyzékben szereplő 11 választópolgár közül 10 leadta szavazatát (90,9% részvételi arány).
A 2014-es önkormányzati választáson a falu lakói a korábbi polgármesternek, Lakatos József független jelöltnek szavaztak bizalmat, akinek ez már a harmadik ciklusa volt egymás után a település élén. A választáson ellenfele Dömötör Géza volt, aki szintén független jelöltként indult. A falu 14 választópolgárából 12 fő adta le szavazatát. A győztes 8 szavazatot, ellenfele 4 voksot kapott. Érdekesség, hogy a választási névjegyzékben 2014-ben mindössze 14-en szerepeltek, ebből két jelölt indult a polgármesteri címért, és 3 a két képviselői helyért. Így összesen 5 jelölt volt, vagyis a lakosok 36%-a indult a választáson.

#### 2016
A 2016. október 2-án tartott népszavazáson a választók 100 százaléka, azaz tíz fő adta le szavazatát a településen. Érvénytelen szavazat nem volt. Mind a 10 fő nemmel szavazott.

#### 2018
A 2018-as magyarországi országgyűlési választáson összesen 8 fő választópolgár volt jogosult az Iborfia 001. számú szavazókörben szavazásra. A szavazáson 100 százalékos volt a választópolgárok részvételi aránya, kettő fő átjelentkezett szavazót vettek nyilvántartásba az Országos Választási Bizottság munkatársai. A választópolgárok közül egy fő a Jobbik Magyarországért Mozgalom jelöltjére, Benke Richárdra szavazott, egy fő az MSZP-Párbeszéd közös jelöltjére, Góra Balázsra adta le voksát, míg 6 fő a Fidesz – Magyar Polgári Szövetség-KDNP közös jelöltjére, Vígh Lászlóra szavazott az egyéni képviselőjelöltek közül. Az országos pártlistákra leadott szavazatok a következőképpen alakultak: Magyar Szocialista Párt-Párbeszéd Magyarországért Párt 1, Fidesz – Magyar Polgári Szövetség-KDNP 6, Jobbik Magyarországért Mozgalom 1 szavazat. Minden leadott szavazat érvényes volt.

#### 2019
A 2019-es magyarországi önkormányzati választáson a településen két független polgármesterjelölt indult: Ábrahám Rózsa és Lakatos József. Az egyéni listás képviselőjelöltek a következők voltak: Egyed Zoltán Tamás, Kása Anikó és Nagy Lajos. Minden egyéni listás jelölt függetlenként indult. A 2019-es önkormányzati választáson 13 választópolgár szavazhatott a településen. A választók mindegyike délután három órára leadta voksát, így a településen 100 százalékos volt a részvételi arány.
A polgármester-választást Lakatos József független jelölt nyerte 69,23%-kal. Ellenfele, Ábrahám Rózsa a szavazatok 30,77%-át kapta. A képviselő-testületbe Egyed Zoltán Tamás és Nagy Lajos kerültek be egyaránt 7 szavazattal. Kása Anikó hat szavazatot kapott.
Gellénháza központtal Iborfia, Gombosszeg, Lickóvadamos, Nagylengyel, Ormándlak és Petrikeresztúr községek körjegyzőséget alkotnak. A települések körjegyzője dr. Szemes Róbert.

## Demográfia
A település lakóinak száma 1778-ban 73 fő volt, 1792-ben 68, 1802-ben 67, 1830-ban 75, 1880-ban 55 fő volt, majd a község története során először az 1880-as években érte el a száz főt. 1890-ben már 105 fő élt a faluban. 1900-ban 130 fő, 1910-ben 127 fő, 1920-ban 145, 1941-ben 173, 1949-ben 161 fő élt a településen. A település lakossága 1941-ben érte el a valaha mért legmagasabb népességszámot, mely ettől kezdve kezdett el kis mértékben csökkenni. 1970-ben már csak 114 fő élt Iborfián.
Iborfia lakossága a kilencvenes években még a harminc főt is meghaladta, ám ez 1995-től kezdve már csak 23 fő volt. 2001. január 1-jén 19 fő volt a lakosság, a 2011-es népszámlálás alapján Iborfiának 10 lakosa volt, addig 2014. január 1-jén a lakosságszám 8 fő volt, ami közel 58 százalékos népességfogyást jelent másfél évtized leforgása alatt. A falu lakossága mára a töredékére csökkent a múlt század negyvenes éveihez viszonyítva. Napjainkban mintegy 8-10 fő él a településen. Iborfián az átlagéletkor 55 év körül van. A település korábbi polgármestere szerint a választások idején a népességszám megugrik. Ezt a folyamatot a 2003-as és a 2007-es adatsor mutatja. A jelenséget a településre bejelentkezők okozzák, akik többnyire a képviselő-testületi, polgármesteri helyeket kívánnák betölteni, majd ennek sikertelensége esetén továbbállnak.

### Háztartások
A falu állandó lakossága (9 fő) külön egyszemélyes háztartásokban él. Kettő fő ideiglenes lakosa van a településnek. A település épületeinek egy részét németek vásárolták fel. A településen 2000-ig 22 darab, a 2001-es népszámláláskor 20, 2011-ben pedig 17 lakás került nyilvántartásba. A tizenhét lakásra jutó kilencfős népességszám alapján 0,52 lakos jut egy lakásra a településen. a 2001-es népszámláláskor még 19 fő jutott 22 lakásra, ami lakásonként átlagosan 0,86 fő volt.

### Nemzetiségi adatok
A 2011-es népszámláláskor a település 11 lakója közül 9 magyarnak és kettő német nemzetiségi kötődésűnek vallotta magát. 2015-ben egy osztrák hölgy élt Iborfián.
2022-ben a 11 lakosból lakosság 71,4%-a vallotta magát magyarnak, 28,6% nem nyilatkozott. 

### Vallási megoszlás
A településen a lakosság vallási megoszlása a 2011-es népszámláláskor a következőképpen alakult: hét fő római katolikusnak, egy reformátusnak, felekezethez nem tartozónak pedig két fő vallotta magát, illetve egy fő nem válaszolt.
2015-ben Iborfián 10 katolikus és kettő református vallású ember élt.
2022-ben vallása szerint 42,9% volt római katolikus, 14,3% református, 14,3% felekezeten kívüli (28,6% nem válaszolt).
A települést régóta túlnyomórészt katolikus vallásúak lakják. 1900-ban a népszámlálás adatai alapján az akkor 130 fős népességű falu lakosságának 76,4 százaléka (100 fő) vallotta magát római katolikus vallásúnak. 1910-ben a 127 fős falu lakóinak 81,9 százaléka, (104 fő) volt római katolikus vallású. 1920-ban ez az arány 84,1 százalék volt (122 fő) a 145 lakosú településen.
Iborfián a református közösség az összeírások alapján 1900-ban telepedett meg. Ekkor a népesség 21,5 százalékát tették ki 28 fő hívővel. 1910-re ez az arány 22 főre és 17,3 százalékra változott. 1920-ban 21 fő református volt a faluban, amely a népesség 14,5 százalékát alkotta.
Az izraelita közösség 1900-ban és 1910-ben egy fő volt (0,8%), 1920-ban két főt számlált, amely a falu lakóinak 1,4 százaléka volt.

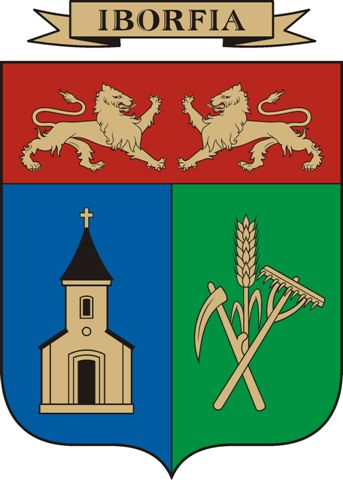
Iborfia címere

## A település címere
Iborfia település címere pajzsfőnél vörössel vágott, kékkel és zölddel hasított csücsköstalpú pajzs. Az első vörös mezőben két egymással szembeforduló arany oroszlán alkotja e mező címerábráját. A második kék mezőben lebegő, fekete tetővel borított arany harangtorony. A harmadik zöld mezőben egymást keresztező, nyelükön álló arany kasza és gereblye, mögöttük egy szál arany búzakalász. A címerpajzs fölötti arany szalagra fekete betűkkel a település neve van írva.
Az arany oroszlánok azt jelképezik, hogy a község területe az 1848-as évekig leginkább nemesek által lakott terület volt. A harangláb a falu harangtornyának stilizált képe és az összetartozás, a hit szimbóluma. A mezőgazdasági eszközök az itt élő emberek életére, és a település értékes természeti környezetére, falusi jellegére utalnak.

## Gazdaság
A településen nem található állandó kereskedelmi, vendéglátóipari egység, valamint nincs sem gyógyszertár, sem orvosi rendelő. A településre mozgóbolt jelleggel különböző fagyasztott készételeket szállít minden hét negyedik napján a Family Frost, valamint az ajkai székhelyű F&R Sütőipari és Kereskedelmi Kft. járművei különböző élelmiszerbolti termékeket szállítanak a faluba. A településre a Prímagáz Hungária Zrt. járművei palackos gázt szállítanak. Hetente két alkalommal szállítja Gellénházára az önkormányzat kisbusza az iborfiaiakat bevásárolni és gyógyszereiket kiváltatni. A település évente körülbelül 5 millió forintból gazdálkodik.
Mivel a települést csak kevesen látogatják, ezért turizmusról csak az időnként a falut meglátogató újságírók, illetve a helyben illetékes vadásztársaság tagjai esetében lehet beszélni. A faluban található egy korszerű vendégház.
A falu egyetlen munkáltatója a községi önkormányzat. A faluban a munkanélküliségi ráta 0 százalék, mivel az önkormányzatnál dolgozókon kívül többnyire nyugdíjasok lakják a települést. A munkaképes korú lakosság közül mindenkinek van állása.
A település külterületén a Nagylengyeli Olajbányász Vadásztársaság hivatott vadászni, a hozzá tartozó erdőrészletek a Zalaerdő Zrt. 5-ös számú zalaegerszegi erdészet kezelésében állnak.
A településen a Magyar Posta úgynevezett mobilposta szolgáltatása működik, valamint levélszekrény van kihelyezve a falu főutcája mentén.

## Nevezetességei
A falu nyugati részén horgásztó található. Iborfia főutcáján helyezkedik el a település kettő haranglábja. Az egyik ezek közül a Magyar katolikus egyház filiája, a másik a Magyarországi Református Egyház hívőinek lelki üdvét szolgálja. A községi köztemetőben három darab 150 év körüli öreg kislevelű hárs található, melyeket a 19. század második felében ültettek. A falu felől álló matuzsálem törzsének átmérője 2015-ben 425 centiméter volt. A fák egészségi állapota igen rossz, megmentésükre egy esetben nem mutatkozott esély, a többi két fa esetében fiatalító metszést javasolt egy szakember.